# Крис О'Донъл
Крис О'Донъл (на английски: Chris O'Donnell) е американски актьор, номиниран за награда „Златен глобус“. От 2015 г. има звезда на Холивудската алея на славата.

## Биография
Крис О'Донъл е роден на 26 юни 1970 година в Уинетка край Чикаго в семейството на директор на радиостанция. Получава бакалавърска степен по маркетинг в Бостънския колеж. От детска възраст се снима в реклами, а след това работи в телевизията и киното. Известен е с участието си във филми като „Усещане за жена“ (за който е номиниран за „Златен глобус“ за поддържаща роля), „Батман завинаги“ и „Батман и Робин“.